# 辰砂
辰砂（しんしゃ、英語: cinnabar）は硫化水銀(II) (HgS) からなる鉱物である。別名に賢者の石、赤色硫化水銀、丹砂、朱砂、水銀朱などがある。日本では古来「丹（）」と呼ばれた。水銀の重要な鉱石鉱物。

## 概要
不透明な赤褐色の塊状、あるいは透明感のある深紅色の菱面体結晶として産出する。『周禮』天官冢宰の鄭注に「五毒、五藥之有毒者」のひとつにあげられるなど、中国において古くから知られ、錬丹術などでの水銀の精製の他に、赤色（朱色）の顔料や漢方薬の原料として珍重されている。
『史記』巻128貨殖列伝には、「巴の地方にいた清という名の寡婦は、先祖が丹穴を手に入れたことで、数世代にわたり巨利を得ていた」（而巴寡婦清、其先得丹穴而擅其利數世）と、辰砂の発掘地を見つけた人間が巨利を得た記述がある。
中国の辰州（現在の湖南省近辺）で多く産出したことから、「辰砂」と呼ばれるようになった。日本では弥生時代から産出が知られ、いわゆる魏志倭人伝の邪馬台国にも「其山 丹有」と記述されている。古墳の内壁や石棺の彩色や壁画に使用されていた。漢方薬や漆器に施す朱漆や赤色の墨である朱墨の原料としても用いられ、古くは若杉山辰砂採掘遺跡（徳島県阿南市水井町）、伊勢国丹生（現在の三重県多気町）、大和水銀鉱山（奈良県宇陀市菟田野町）、吉野川上流などが特産地として知られた。平安時代には既に人造朱の製造法が知られており、16世紀中期以後、天然・人工の朱が中国から輸入された。現在では大分県、熊本県、奈良県、徳島県、などで産する。
2016年（平成28年）5月、日本地質学会は47都道府県の「県の石」を選定し、辰砂を「三重県の鉱物」に選定した。

## 利用

### 水銀の精製
辰砂を空気中で 400–600 °C に加熱すると、水銀蒸気と亜硫酸ガス（二酸化硫黄）が生じる。この水銀蒸気を冷却凝縮させることで水銀を精製する。古代から水銀製錬の原理は変わっておらず、時代を経てレトルト炉や重油を用いたロータリーキルン炉に変更していったが、これらは主として生産能力と従事者の安全性に関する改良であった。炉から放出された水銀蒸気を含むガスは脱硫装置を経て、「コンデンサー」と呼ばれる冷却・凝集装置に集められる。コンデンサーは、黒鉛製のパイプを楯状に複数立てた、上の穴が開けられていない煙突のような独特の構造であり、ガスはここに滞留して温度が低下していくうちにガス中に含まれている水銀が液化し、パイプの内側に付着する。定期的にパイプ内部には水が通されており、水によって「洗い流される」形で底部に落とされる。また、同時に「スート」と呼ばれる、水銀及び不純物を含む塵も回収され、こちらからも水銀が採取される。回収された水銀は、水と分離した後に濾過および硫酸や硝酸による洗浄を経て、粗製水銀として製品化される。水銀及び有害成分を除去されたガスは煙突を通って大気に放出された。水銀鉱山や製錬所にはこのコンデンサーが必ず立てられており、シンボル的存在となっていた。
硫化水銀(II) + 酸素 → 水銀 + 二酸化硫黄
{\displaystyle {\ce {HgS + O2 -> Hg + SO2}}}
ただし、現在の日本では水銀及びその化合物は、全量廃乾電池などのリサイクル（および外国からの金属水銀の輸入）で賄われており、鉱石からの製錬は行われていない。

### 漢方薬
伝統中国医学では「朱砂」や「丹砂」等と呼び、鎮静、催眠を目的として、現在でも使用されている。有機水銀や水に易溶な水銀化合物に比べて、辰砂のような水に難溶な化合物は毒性が低いと考えられている。秦の始皇帝は辰砂を賢者の石だと信じて不老不死を実現しようと摂取し続けたことで水銀中毒で死亡したとも言われている。
辰砂を含む代表的な処方には「朱砂安神丸」等がある。

### その他
押印用朱肉の色素としても用いられる。
なお、陶芸で用いられる辰砂釉は、この辰砂と同じく美しい赤色を発色する釉薬だが、水銀ではなく銅を含んだ釉薬を用い、還元焼成したものである。

## 硫化水銀
硫化水銀には、赤色の辰砂と黒色の黒辰砂とが天然に存在するが、いずれも硫化水銀(II) (HgS) である。黒辰砂（くろしんしゃ、metacinnabar）の化学組成は同じ HgS だが、結晶構造が異なる。辰砂を 344 ℃に加熱すると黒辰砂が生成し、温度が下がると辰砂に戻る。黒辰砂よりも高温の条件ではハイパー辰砂（Hypercinnabar）という希産鉱物となる。
また硫化水銀には、酸化数の異なる黒色の硫化水銀(I) (Hg2S) も存在するが不安定で、速やかに単体水銀と硫化水銀(II) に不均化する。